# 佐藤利幸
佐藤利幸（1977年—），日本插畫家、動畫師和漫畫家。出生於加拿大魁北克省蒙特利爾。本籍地是埼玉縣。畢業於大阪藝術大學藝術系。

## 人物簡介
在學校所屬的社團裏製作的個人製作動畫獲得好評。
畢業後，在ダブ工作室擔任動畫員，離開工作室後以插畫『SCREAMING FOR VENGEANCE』獲得第9回電擊文庫遊戲插畫大獎金獎，作為插畫家出道。
現在也作為自由的原畫人繼續做著原畫師的工作。以前主要以童夢工作室的作品為中心，並使用高山正宏的名義參加工作；不過最近除了這個名字以外，還以的名義參加了其他公司的作品。
大阪藝術大學的社團裏有漫畫家石黑正數和動畫製作者等。

## 主要參加作品

### 插畫
- 獻上女神的祝福 [1] （原作：岩田洋季）
- 灰色のアイリス （原作：岩田洋季、從3巻開始）
- めしあのいちにち （原作：岩田洋季）

### 漫畫作品
- （電擊hp版）
- （Manga_Time_Kirara）

### 電視動畫
※若無特別標註，則以下作品皆為使用佐藤利幸名義參加
- 草莓棉花糖（2005年）原画 ※高山正宏名義
- 血戰（2005-2006年）原画 ※高山正宏名義
- 親愛芳鄰（2006年）原画 ※高山正宏名義
- 無敵看板娘（2006年）原画 ※北澤たけし名義
- 夜明前的琉璃色 〜Crescent Love〜（2006年）原画 ※高山正宏名義
- 奇幻魔法Melody：輕鬆舒暢♪（2007年）原画  ※北澤たけし名義
- 機神大戰（2007年）原画 ※高山正宏名義
- 萌單（2007年）原画 ※佐藤マンショ名義
- 天元突破_紅蓮螺巖（2007年）原画
- 旋風管家（2007-2008年）原画 ※くた藤利幸名義
- BACCANO！大騷動！（2007年）原画
- 南家三姊妹（2007年）原画 ※高山正宏名義
- 破天荒遊戲（2008年）原画
- 棋靈少女（2007-2008年）原画・第二原画
- 迷宮塔 〜the Aegis of URUK〜（2008年）原画
- 紅（2008年）原画 ※高山正宏名義
- 鐵腕女警 DECODE（2008年）OP原画・第二原画
- 超能少女（2008年）原画
- 鶺鴒女神（2008年）原画
- 神薙（2008年）OP原画・原画
- 魔法學園MA（2008年）OP原画・原画
- 虎子（2008年）原画
- 機動戰士GUNDAM_00（2008年）原画
- TIGER×DRAGON！（2008年-2009年）原画
- 第一神拳（2009年）第二原画
- RIDEBACK（2009年）原画
- 原罪的卡辛（2009年）原画
- 暮蟬悲鳴時（2009年）第二原画
- 鋼殼都市雷吉歐斯（2009年）OP原画
- 卡片鬥士翔（2009年）原画
- 鐵腕女警 DECODE:02（2009年）原画
- 瑪莉亞狂熱（2009年）原画
- 魯邦三世VS名偵探柯南（2009年）原画
- 魔神相克者（2009年）OP原画
- 戰場女武神（2009年）OP原画・原画
- 戦国BASARA（2009年）原画
- 初恋限定。（2009年）原画
- 超能力大戰（2009年）OP原画
- 香格里拉（2009年）原画 ※高山正宏名義
- 海物語（2009年）原画
- 化物語（2009年）原画
- 碧陽學園學生會議事錄（2009年）OP原画・原画
- 奇蹟列車~歡迎來到中央線~（2009年）第二原画
- 空中鞦韆（2009年）原画
- 青色文學系列（2009年）原画
- 聖劍鍛造師（2009年）原画
- 貓願三角戀（2009年）原画
- 只想告訴你（2010年）原画
- 戰鬥司書 The Book of Bantorra（2010年）原画
- COBRA THE ANIMATION（2010年）原画
- 空·之·音（2010年）原画
- 交響情人夢 最終篇（2010年）原画
- 笨蛋，測驗，召喚獸（2010年）原画
- 無頭騎士異聞錄_DuRaRaRa!!（2010年）原画
- 迷糊餐廳（2010年）原画
- 最後大魔王（2010年）原画
- 四疊半神話大系（2010年）原画
- 超元氣3姊妹（2010年）原画
- 屍鬼（2010年）原画
- 妖怪少爺（2010年）原画
- 魔法少女小圓（2011年）原画
- 魔劍姬！（2011年）原画
- 卡片戰鬥先導者 鏈環傀儡篇（2013年）作画監督・原画
- ALL OUT!!（2016年）OP原画
- 蜡笔小新外伝 家族連れ狼（2017年）作画
- 狂賭之淵（2017年）OP原画
- 咕嚕咕嚕魔法陣（2017年）原画
- 孤獨搖滾！  (2022年)  原画、黏土人娃娃製作
- BLEACH 千年血戰篇  (2022年)  原画
- 不當哥哥了！  (2023年) 原画
- 福星小子  (2023年) 原画
- 國王排名 勇氣的寶箱  (2023年) 原画、OP原画
- 天國大魔境  (2023年) 原画
- GRIDMAN UNIVERSE  (2023年) 原画
- 葬送的芙莉蓮  (2023年) 原画、第二原画
- 為美好的世界獻上祝福！3  (2024年) 原画
- BLEACH 千年血戰篇-相剋譚-  (2024年) OP原画

### 電影動畫
- 新·大雄與鐵人兵團（2011年）原画
- 獵人劇場版：緋色幻影（2013年）原画
- 獵人劇場版：最終任務（2013年）原画
- 劇場版 卡片戰鬥先導者 Neon Messiah (2014年)ライブパート原画
- 謝謝你，在世界角落中找到我（2016年）原画

## 腳註

### 外部鏈接
- のぴょのぴょ （页面存档备份，存于） （本人網站）
- ニロッフォッロッポフッリ （页面存档备份，存于） （舊本人博客）

## 相關項目
- 日本動畫製作人員列表（日语：アニメ関係者一覧）